# Energon

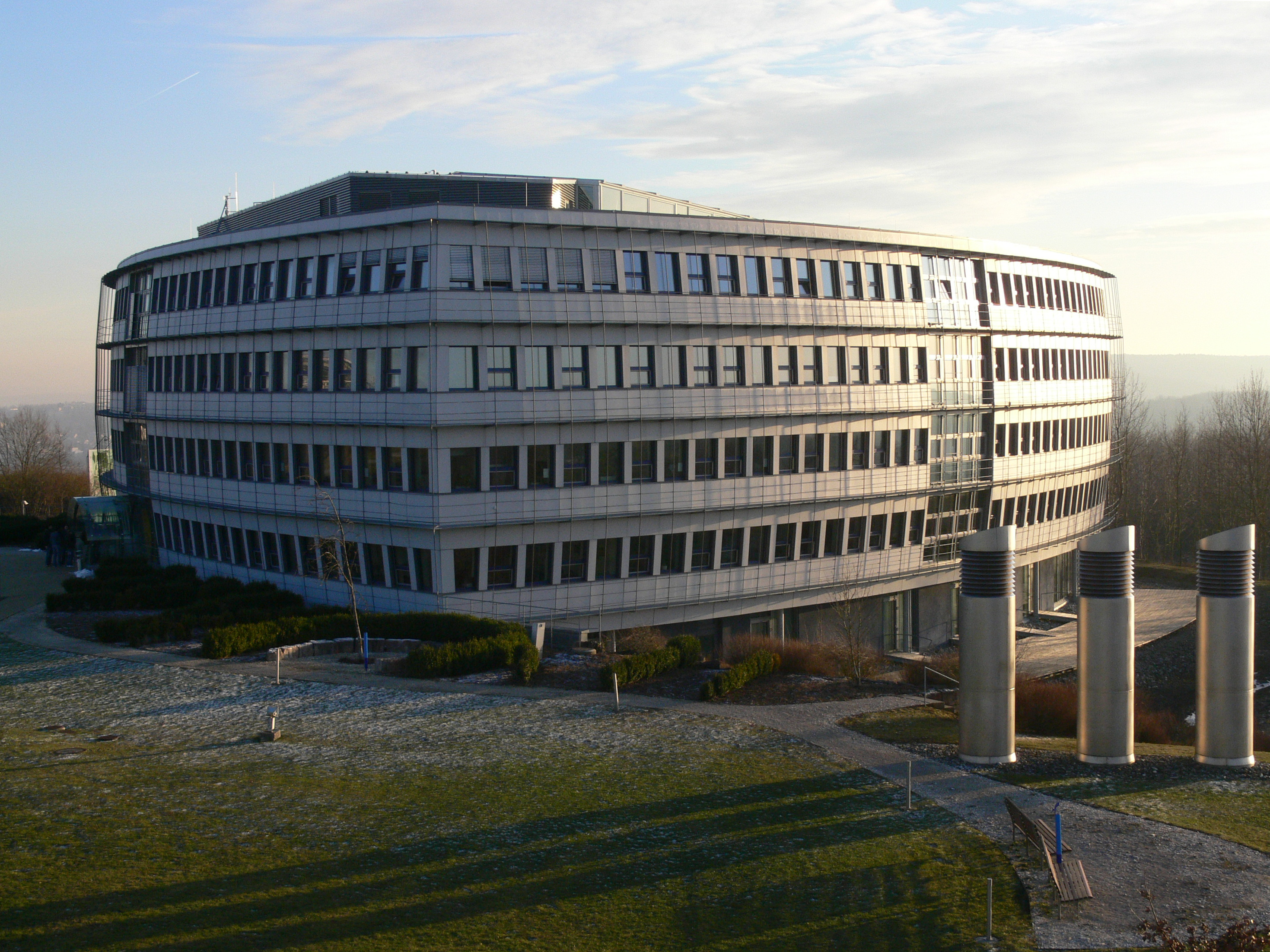
Energon Bürogebäude von Norden

Das Energon ist ein am 30. Oktober 2002 eingeweihtes Bürogebäude im Passivhausstandard auf dem Eselsberg in Ulm. Es hat eine Nettogrundfläche von  6911 m² und ca. 420 Arbeitsplätze. Der dreieckige Baukörper des Energon besitzt 5 Etagen, mit einer räumlich nach außen gekrümmten Fassade. Das Gebäude ist eine Stahlbeton-Skelett-Konstruktion mit einer Fassade aus Holzelementen. 
Die Büros sind überwiegend an Unternehmen der IT- und Softwarebranche vermietet. Es stehen große Schulungsräume und ein Casino zur Verfügung. Im Zentrum des Gebäudes bildet ein großes, glasüberdachtes Atrium, in welchem sich sämtliche Treppen und Verbindungsstege befinden, den kommunikativen Mittelpunkt des Gebäudes. Als Standort für das Gebäude wurde ein schattenloser Südhang gewählt, um die Sonneneinstrahlung bestmöglich nutzen zu können. 
Bauherr ist die Software AG Stiftung. Geplant wurde das Gebäude von oehler faigle archkom solar architektur. Energiekonzept, Haustechnik und Bauphysik wurden von der Firma ebök konzipiert. Durch die gemeinsame Planung von Architekten, Haustechnikern und Tragwerksplanern wurden Anforderungen und Komponenten von Beginn an aufeinander abgestimmt.

## Technik

### Erdwärmesonden und Erdreich-Luft-Wärmetauscher
Das EnerGon verfügt über 40, jeweils 100 Meter tiefe Erdbohrungen, in welche Kunststoffrohre eingelassen sind. Die Rohre werden mit Wasser als Wärmeträgerflüssigkeit durchströmt. Sie geben im Sommer Wärme an das Erdreich ab und nutzen im Winter die Wärme des Bodens, die konstant bei etwa 10° Celsius liegt.
Über Wärmetauscher zwischen den Erdsonden und der Betonkerntemperierung (BKT) wird das Wasser der Betonkerntemperierung vorgewärmt, bzw. vorgekühlt.
Ebenso wird die Zuluft für die Frischluftversorgung des Energons über Wärmetauscher vorgewärmt oder vorgekühlt.

### Temperierung

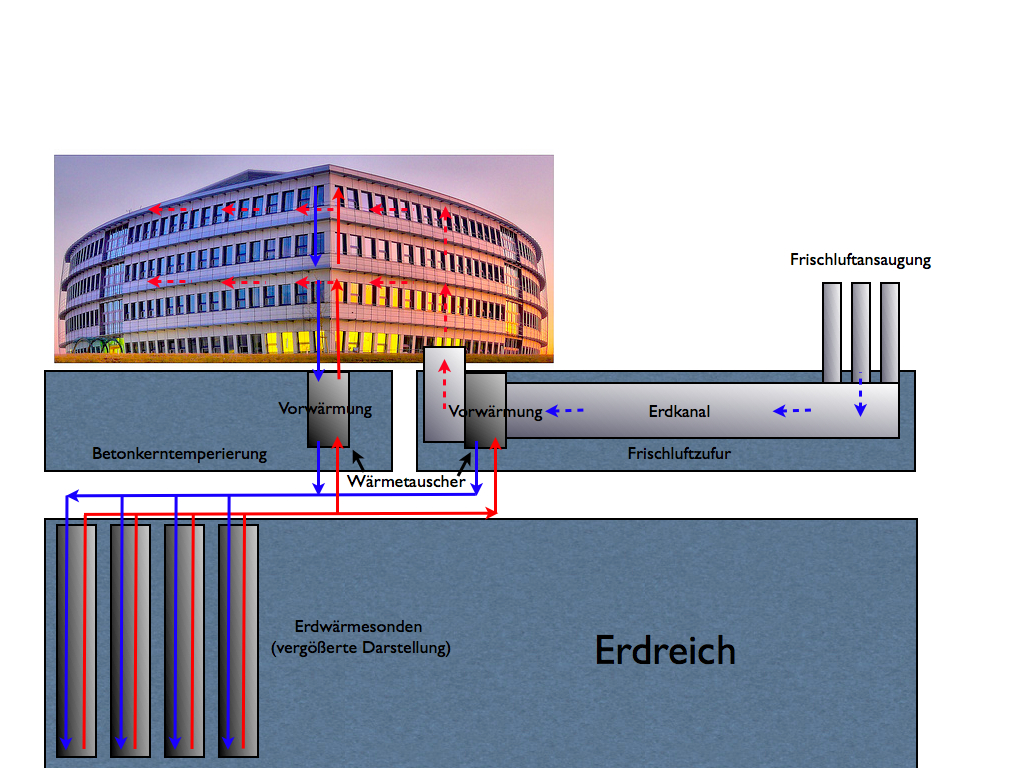
Schematische Darstellung der Zulufterwärmung und Betonkerntemperierung

Die Betonkerntemperierung (BKT) geschieht durch wasserführende Rohre, die in der Betondecke eingelassen sind. Über die große Strahlungsfläche der Deckenunterseite werden die Räume beheizt und gekühlt. Aufgrund der Dämmung nach Passivhausstandard kann die Vorlauftemperatur der BKT nahe der Raumtemperatur gehalten werden, wodurch die Wärmezufuhr oder -abfuhr über die Decke kaum spürbar ist. Gekühlt wird mit minimal 18 °C Wassertemperatur, geheizt mit maximal 22 °C Wassertemperatur.

### Belüftung
Das Belüftungssystem im Energon hat eine Umwälzleistung von bis zu 29.000 m3/h.
Für die Vorwärmung im Winter bzw. die Vorkühlung im Sommer wurde ein Betonrohr mit 28 m Länge und 1,8 m Durchmesser im Erdreich verlegt. Über 3 Ansaugtürme
gelangt die Zuluft in diesen Kanal, durchströmt ihn und nimmt Wärme aus dem Erdreich auf bzw. gibt Wärme ab. Über den Temperaturaustausch mit den Erdwärmesonden kann die bereits vorgekühlte Zuluft weiter abgekühlt werden.
In den Wintermonaten hingegen kann die bereits vorgewärmte Zuluft mit Hilfe der Erdwärmesonden auf ca. 5° Celsius weiter erwärmt werden. Zusätzlich entzieht ein Wärmerückgewinnungssystem der Abluft rund 65 % der enthaltenen Wärme und führt diese der Zuluft zu.
Sollte dies nicht ausreichen, wird die Wärmeenergie des Fernwärmeanschlusses dazu genutzt, die Zuluft zusätzlich zu erwärmen.

### Wärmedämmung
Das Haus hat eine 35 cm starke Wärmedämmung in der Fassade, 20 cm unter der Gebäudegrundplatte und 50 cm auf dem Dach. Die Fassade wurde mit einer von den Architekten oehler faigle archkom entwickelten Holzelementbauweise vorgefertigt und montiert. Das Passivhaus verbraucht nach Passivhaus-Projektierungspaket PHPP 12 kWh Heizenergie pro m² Nutzfläche und Jahr.

### Beleuchtung
Bei Tageslicht sind künstliche Lichtquellen nur in wenigen Fällen vonnöten. Die Blendjalousien an der Fassade des Gebäudes besitzen oben liegende Reflektoren, die Licht direkt in die Büros leiten, selbst wenn der untere Bereich der Jalousie zum Blendschutz vollständig geschlossen ist. Die innenliegenden Flure im Gebäude werden über Glaselemente neben den Bürotüren mit Tageslicht versorgt.
Die zentraler gelegenen Büroräume profitieren vom Lichteinfall über das Dach des Innenhofs. Dieser kann ebenfalls über Jalousien gesteuert werden. Im gesamten Gebäude werden Energiesparlampen verwendet. Sensoren sorgen für die Anwesenheitserkennung und tageslichtabhängige Regulierung der Beleuchtungsstärke.

## Energiekonzept
Das Energon Ulm ist eines der ersten Bürogebäude, dass nach den Kriterien des Passivhausstandards geplant und gebaut wurde. Die Passivhaus Dienstleistung GmbH in Darmstadt hat dem Bürogebäude Energon am 28. Oktober 2002 das Zertifikat Qualitätsgeprüftes Passivhaus verliehen.
Das Gebäude verfügt neben den passiven Gebäudekomponenten über zwei solartechnische Anlagen. Eine Photovoltaikanlage befindet sich direkt auf dem Dach des Bürogebäudes und eine weitere befindet sich auf dem benachbarten Parkhaus. Zusammen erreichen sie 136 kWp und einen jährlichen Ertrag von ca. 137.000 kWh. Allein mit der Leistung dieser beiden Anlagen wird mit rund 70 % ein Großteil des Primärenergiebedarfs des Gebäudes abgedeckt.
```
Der Betrieb des Energon ist annähernd CO
2
-neutral, wodurch jährlich 175 Tonnen CO
2
 eingespart werden.
```

Das Gebäude wurde vom Passivhaus-Institut Darmstadt 2002 als Passivhaus zertifiziert mit folgenden Werten:
- Primärenergie-Kennwert Heizenergie = 35 kWh/(m² a),
- Primärenergie-Kennwert Klimatisierung = 17 kWh/(m² a),
- Primärenergie-Kennwert Warmwasser = 7 kWh/(m² a),
- Primärenergie-Kennwert Sonstige = 9 kWh/(m² a),
- Primärenergie-Kennwert PV-Strom = −72 kWh/(m² a)

## Chronologie Energon Ulm
- 1999  Oktober/November Vorgespräche mit eingeladenen Architektenteams / Dezember Ausschreibung für Architekturwettbewerb mit Vorgabe: Gebäude im Passivhausstandard

- 2000	Februar Abgabe der Entwürfe / März Fachliche Bewertung / April Entscheidung über den Siegerentwurf, Beginn der Planung

- 2001 Mai Grundsteinlegung

- 2002 Förderung durch das Bundesministerium für Wirtschaft & Technologie / 31. Oktober Einweihung / November Einzug der ersten Mieter

- 2003 	Juli Deutscher Solarpreis in der Kategorie „Solares Bauen“

- 2004 	1. Januar Beginn der offiziellen 2-jährigen Messphase

- 2005 	Februar Innovationspreis Architektur und Technik / 31. Dezember Ende der offiziellen Messphase

- 2006 	Juni Auszeichnung bestes Kühlkonzept in deutschen Bürogebäuden

- 2007	EU veröffentlicht Energon als vorbildliches Bürogebäude

## Weblink/Quellen
- http://www.energon-ulm.de  (Seite nicht mehr abrufbar, festgestellt im November 2020. Suche in Webarchiven)
- http://www.enob.info/fileadmin/media/Publikationen/EnBau/Projektberichte/17_MonitoringAB1_p2_Energon_k.pdf enob.info (Memento vom 4. März 2017 im Internet Archive)
- http://www.energon-ulm.de/PDF/Eurosolarpreis.pdf  (Seite nicht mehr abrufbar, festgestellt im November 2020. Suche in Webarchiven)

Koordinaten: 48° 25′ 9,3″ N, 9° 56′ 4,4″ O